# Barbarakapelle auf der Bielerhöhe

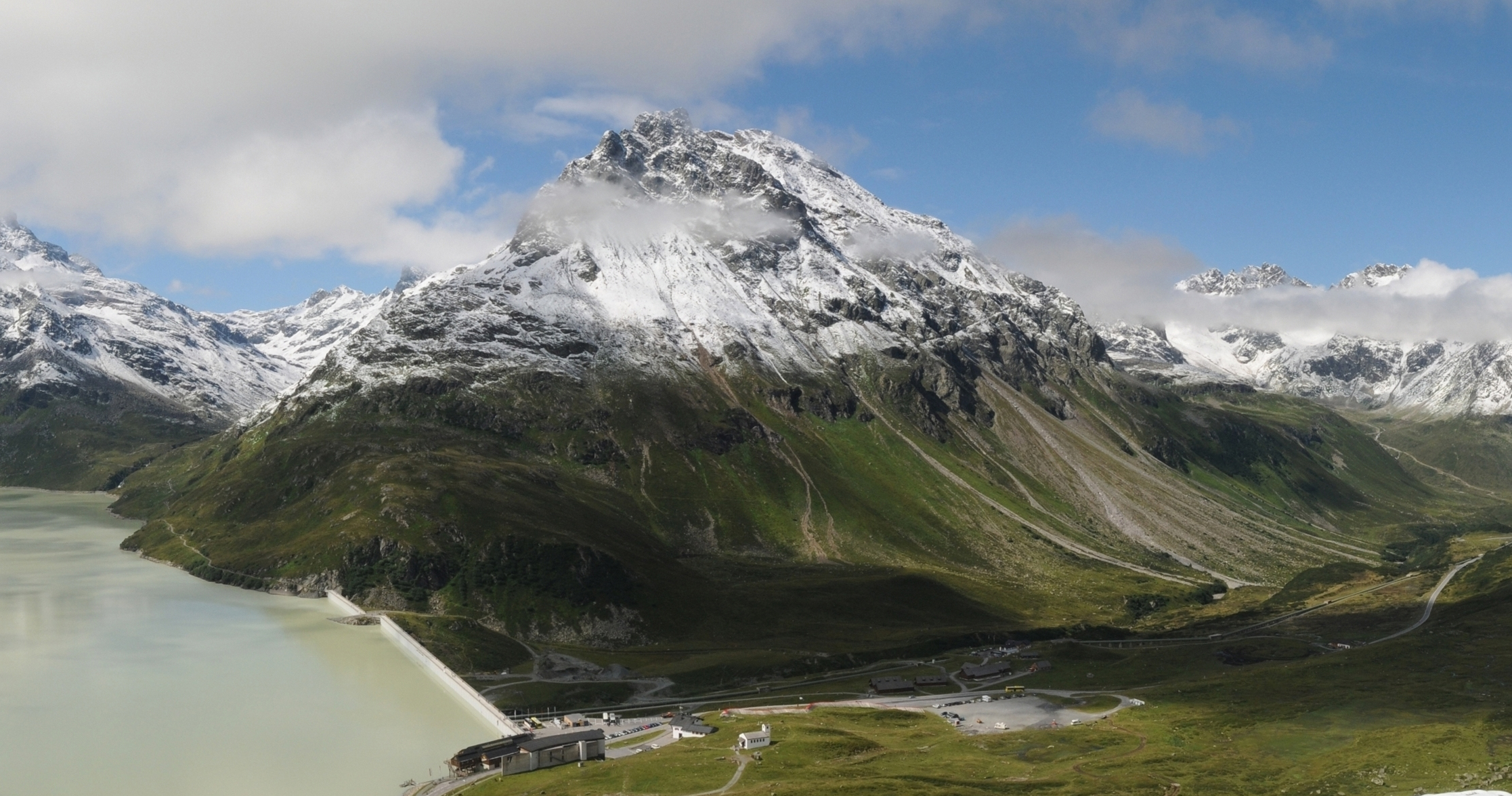
Barbarakapelle, mittig vorne, beim Silvretta-Stausee

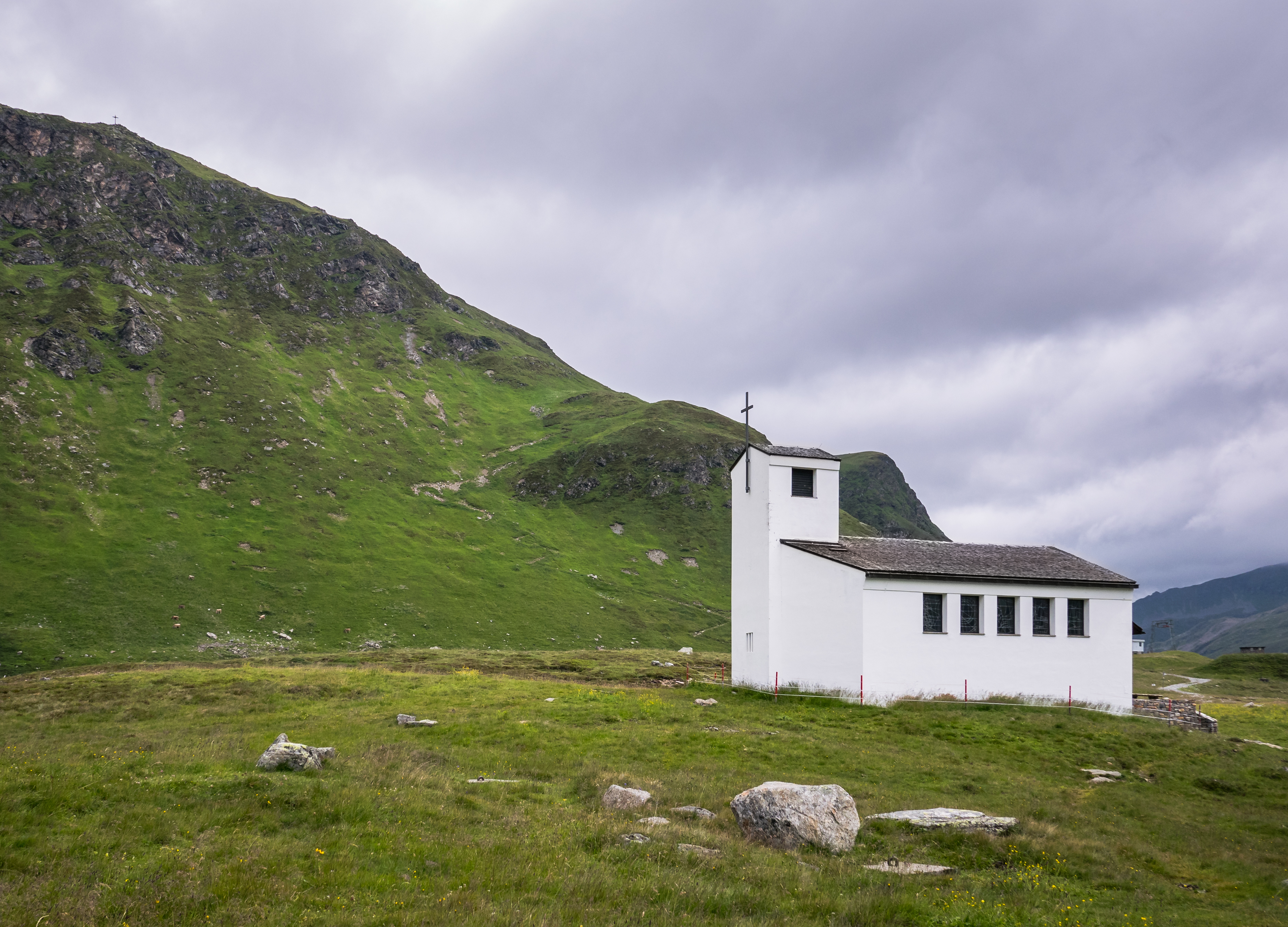
Barbarakapelle auf der Bielerhöhe

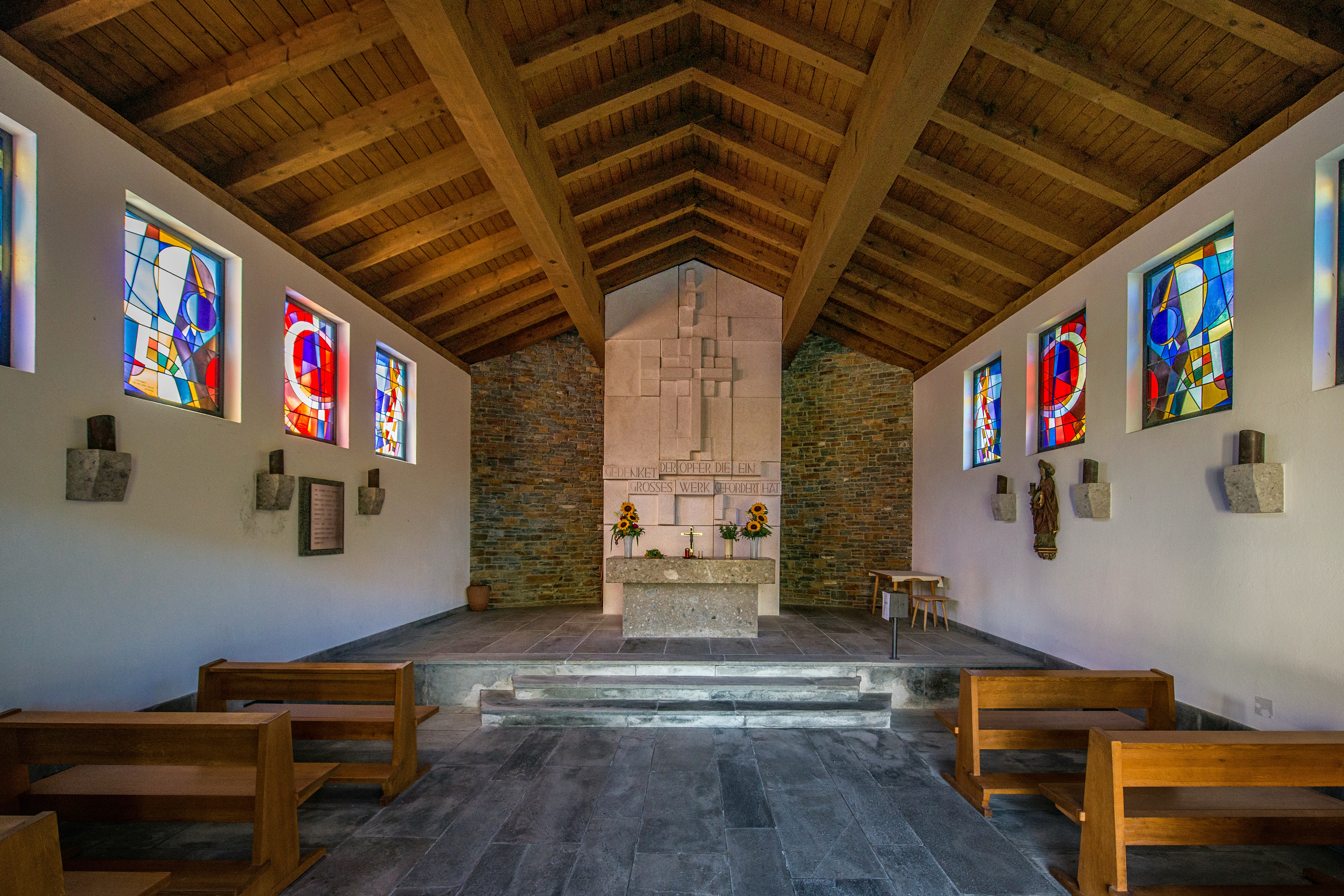
Innenraum mit Gedenktafel an der linken Wand

Die Barbarakapelle auf der Bielerhöhe ist eine Kapelle der Illwerke vkw AG in der Gemeinde Gaschurn im Ortsgebiet Partenen auf der Bielerhöhe in der Silvretta in Vorarlberg. Die Kapelle steht unter Denkmalschutz (Listeneintrag).

## Geschichte
Die Kapelle der heiligen Barbara von Nikomedien, der Patronin der Bergleute, wurde in den Jahren 1965 bis 1967 nach den Plänen des Architekten Hubert Fragner aus Telfs unter dem Baudirektor August Burtscher seitens der Vorarlberger Illwerke errichtet. Die Kapelle wurde mit dem Weihbischof Bruno Wechner am 23. September 1967 geweiht.
Ursprünglich wurde die Kapelle allgemein für die verstorbenen Arbeiter der Kraftwerksbauten zugedacht. Glocke wie Marmor-Relief tragen den Spruch Gedenket der Opfer, die ein großes Werk gefordert hat. Im Jahr 2008 wurde an einer Seitenwand eine Gedenktafel situiert, die ausdrücklich an die verstorbenen Zwangsarbeiter und Kriegsgefangenen des Zweiten Weltkrieges erinnert.

## Architektur
Die Kapelle ist ein Rechteckbau unter einem holzschindelgedeckten Satteldach. Der Turm mit Satteldach rückt etwas aus der Fassadenlinie und ist über dem Altarbereich situiert. Das Rechteckportal hat ein Vorzeichen mit Pultdach. Die anfangs klarverglasten Rechteckfenster erhielten zu einem späteren Zeitpunkt bleiverglaste farbige Bildwerke.

## Ausstattung
An der Altarwand ist ein Marmor-Relief mit Kreuz vom Bildhauer Herbert Albrecht aus Wolfurt.
Die Glocke wurde von der Glockengießerei Grassmayr in Innsbruck gegossen.